# Herz (Film)
Herz ist der Titel eines deutschen Filmdramas aus dem Jahr 2001, das international unter dem Titel Heart veröffentlicht wurde. Regie führte Horst Sczerba, der auch das Drehbuch schrieb. Herz ist ein Ensemblefilm, der Menschen verschiedener Altersstufen zeigt, die auf unterschiedliche Art in problembehafteten Beziehungen stehen, mit denen sie sich auf ebenso unterschiedliche Art auseinandersetzen.

## Handlung
Der Film spielt vor der Kulisse Kölns. Eine Tauchschule ist der Kreuzungspunkt der erzählten Schicksale. Dort trifft sich eine Clique des kleinen Stadtteils in einer Tauchschule, um vom Alltag abzuschalten und um Abstand zu gewinnen von den Problemen, die jeder einzelne mit sich herumträgt. Einer von ihnen ist Martin, der als Arzt arbeitet. Der Film beginnt mit dem Selbstmordversuch einer jungen Frau, die Martin gerade noch vor dem Tod retten kann. Der Versuch, nach ihrem Wiedererwachen Kontakt zu ihr aufzunehmen scheitert jedoch. Das Mädchen bleibt stumm und der Grund, warum sie sich das Leben nehmen wollte, bleibt dem ambitionierten Arzt verborgen.
Mit dem Tod konfrontiert ist auch Georg, der bei der Mordkommission arbeitet. An seinem ersten Hochzeitstag, an den ihn seine Freunde erst noch erinnern müssen, hat er Bereitschaftsdienst und wird auch prompt zu einem Mordfall gerufen. Längst ist allen klar, dass die Ehe mit Gisela zerrüttet ist. Sie ekelt sich gleichsam immer mehr vor Georgs „Leichenhänden“, umso mehr, als sie von Georg zum Tatort mitgenommen wird und mit der Leiche konfrontiert wird, deren Anblick sie nicht verkraften kann.
Cem hat ein Problem entgegengesetzter Natur. Er arbeitet als Dolmetscher am Gericht, wo er die Angeklagte Lale kennenlernt und sich in sie verliebt. Lale jedoch ist liiert. Dennoch kann Cem seine Gefühle nicht kontrollieren. Während der Verhandlung übersetzt er die Aussagen des Klägers zu ihrem Vorteil. Sodann nimmt er Kontakt zu Lales Freund auf und gibt sich ihm gegenüber als Lales Bruder aus. Mit dem Ziel, die beiden zu entzweien, bedroht er ihn und hat damit zunächst Erfolg.
Mit dieser Clique hat der Handelsvertreter Günther eigentlich nichts zu tun, er wohnt lediglich im Haus gegenüber der Schule und ist beruflich bedingt viel unterwegs. So viel indes, dass seine Frau Marlies in der Zwischenzeit ein Verhältnis mit dem Tauchlehrer Marcel angefangen hat. Als er erfährt, dass seine Firma vor der Pleite steht und er seine Stelle verliert, bricht er seine Tour kurzerhand ab und findet zu Hause seine kleine Tochter alleine vor, die durch das Fenster auf die Tauchschule starrt. So erfährt Günther von dem Seitensprung seiner Frau.
Auf diese Weise sind die Schicksale unterschiedlicher Menschen über die Tauchschule miteinander verknüpft und verwoben. Während Georgs und Giselas Ehe nach dem verpatzten Hochzeitstag nicht mehr zu retten ist, gelingt es Günther seinen Rachegedanken, den er sich anfangs beim Anblick seiner fremdgehenden Frau vor dem geistigen Auge ausmalte, wieder zu verdrängen. Cem hingegen muss feststellen, dass sein unüberlegtes Handeln weniger zielführend war, als er es sich ausgemalt hatte. Allein seiner starken, aufrichtigen Liebe ist es zu verdanken, dass er am Ende dennoch Lales Herz gewinnen kann. So zeigt der Film die unterschiedlichen Wege auf, mit denen die Figuren mit ihren Problemen umzugehen und fertigzuwerden versuchen. Auf der Strecke bleibt dabei die junge Frau, die aus dem Krankenhaus wegläuft, zu Hause aber nur eine vom Drogenkonsum zerfressene Mutter vorfindet, die sie statt mit Liebe und Anteilnahme mit Vorwürfen und Gefühlskälte empfängt. Natalies zweiter Suizidversuch hat Erfolg und stürzt gleichsam auch den Mediziner Martin in eine Sinnkrise, da er sich für ihren Tod mitverantwortlich fühlt.

## Kritiken
„Obwohl die meisten Episoden mit Hingabe in Szene gesetzt und von unverbrauchten Darstellern mit viel Leben gefüllt werden, fehlt ein durchgängiges, zwingendes Moment; öfters hätte man sich – sowohl für die Charaktere als auch für die Zuschauer – mehr Zeit und Raum zum Atmen gewünscht. Die Absicht, starke Figuren und flüchtige Begegnungen zu einem ebenso realistischen wie zutiefst menschlichen Drama zu vereinen, ist zwar zu spüren, wird aber nicht überzeugend eingelöst. ‚Herz‘ wirkt manchmal wie eine Fleißarbeit, bei der viele spannende Aspekte rund um das ‚Herz‘-Thema zusammengetragen wurden, ohne dass daraus mehr als eine beachtliche Materialsammlung wird.“

„Unter guten Bilder, die sich nicht aufdrängen, wechselt die Geschichte von Horst Szcerba von Paar zu Paar, von Familie zu Familie. ‚Herz‘ wirkt dabei fast altmodisch, weil seine Figuren so alltäglich sind. Doch immer wieder blühen magische Momente auf, gibt es Flüge über die Stadt. Ergreifende Schicksale wie das junge Mädchen, das sich für Alkohol und Zigaretten der keifenden, blinden Mutter prostituiert, liegen gleich neben einem albernen Leberwert-Wettbewerb der Freunde. Und dann ist man irgendwann sehr froh, richtige Menschen zu sehen und nicht schon wieder eine überzogene Drehbuchausgeburt aus Hollywood.“